# Throughput
Em redes de comunicação, como ethernet ou packet radio, throughput, throughput de rede ou simplesmente taxa de transferência é a quantidade de dados transferidos de um lugar a outro, ou a quantidade de dados processados em um determinado espaço de tempo. Pode-se usar o termo throughput para referir-se a quantidade de dados transferidos em discos rígidos ou em uma rede, por exemplo; tendo como unidades básicas de medidas o Kbps, o Mbps e o Gbps.
O throughput pode ser traduzido como a taxa de transferência efetiva de um sistema. A taxa de transferência efetiva de um determinado sistema (uma rede de roteadores por exemplo) pode ser menor que a taxa de entrada devido às perdas e atrasos no sistema.